# Harlot
Harlot (Hure) ist ein Underground-Experimentalfilm von Andy Warhol. Er wurde im Dezember 1964 in Warhols Studio The Factory im 16-mm-Format gedreht. Die Uraufführung fand im Januar 1965 im Café A-Go-Go statt, die Premiere am 8. März 1965 in der Film-Makers’ Cinematheque (125 West 41st Street, Manhattan).

## Handlung
Warhols erster Schwarzweiß-Tonfilm zeigt in einer Länge von 67 Minuten den Transvestiten Mario Montez in der Rolle der Jean Harlow. Er/sie sitzt auf dem Sofa und isst eine Banane nach der anderen, Carol Koshinskie sitzt daneben und stiert vor sich hin. Hinter dem Sofa, der berühmten „roten Couch“ der Factory, stehen Malanga und Fagan und schweigen. Aus dem Off hört man die Stimmen von Fainlight, Name und Tavel, die sich über alles Mögliche unterhalten.

## Hintergrund
Harlot markiert nicht nur den erstmaligen Einsatz von Ton im Filmschaffen Warhols, sondern auch den Beginn der Zusammenarbeit mit dem Autor Ronald Tavel als Drehbuchautor. Warhol hatte Tavel, der zuvor schon mit Jack Smith zusammengearbeitet hatte, bei einer Dichterlesung im New Yorker Café Le Metro kennengelernt und ihn in die Factory eingeladen. Es ist zugleich auch der erste Film Warhols mit Montez, der die Travestie berühmter Hollywood-Darstellerinnen zum Thema hat (s. die Filme Camp, Hedy und More Milk, Yvette).